# Auroraliiga
Auroraliiga (2017 bis 2024 Naisten Liiga; davor Naisten SM-sarja) ist die höchste finnische Fraueneishockeyliga. Sie wird vom finnischen Eishockeybund Suomen Jääkiekkoliitto seit 1982 durchgeführt.

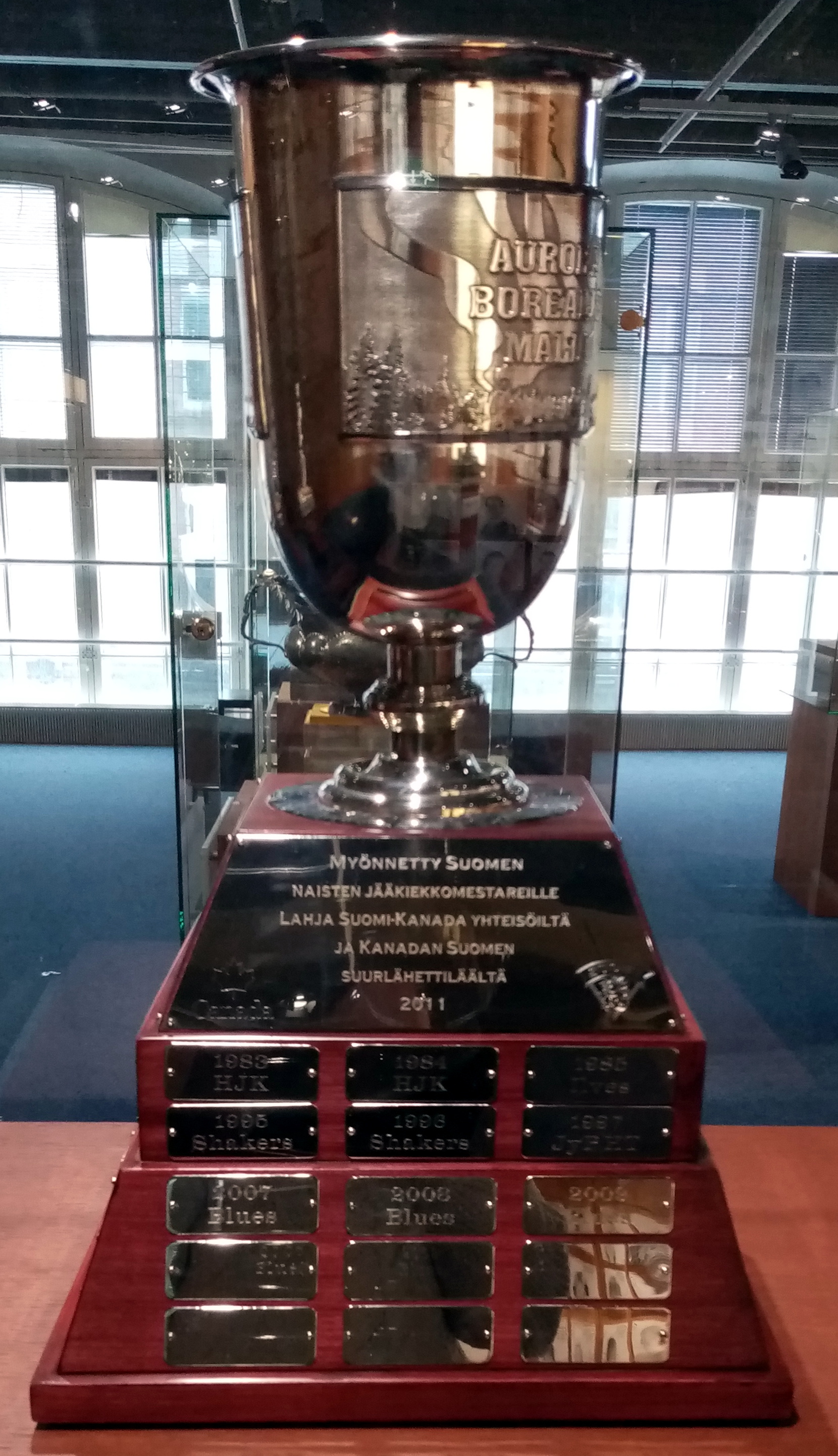
Der Pokal Aurora Borealis Cup

Seit 2011 erhält der Meister der Liga den Aurora Borealis Cup („Polarlicht-Pokal“).
Der ursprüngliche Name Naisten SM-sarja lässt sich als „Finnische Meisterschaftsserie der Frauen“ übersetzen. (SM ist das Akronym von Suomen-mestaruus und wird auch in anderen Sportarten so auf Finnisch verwendet.) Ab 2017 wurde die höchste Spielklasse Naisten Liiga – Liiga der Frauen – genannt, um einerseits die Bekanntheit dieser Liga zu verstärken und die Namensgebung an die oberste Männerliga (Liiga, vorher SM-liiga) anzugleichen. 2024 wurde mit Auroraliiga ein geschlechtsneutraler Name eingeführt.

## Teilnehmer der Saison 2024/25
- HIFK Naiset
- HPK Kiekkonaiset
- KalPa Naiset
- Kiekko-Espoo Naiset
- Kärpät Naiset
- Ilves Naiset
- RoKi Naiset
- Team Kuortane
- TPS Naiset

## Titelträger
| Jahr      |                                                  |                                                  |                                                  |
| 1982/83   | HJK                                              | Ilves Tampere                                    | EVU Vantaa                                       |
| 1983/84   | HJK                                              | EVU Vantaa                                       | Ilves Tampere                                    |
| 1984/85   | Ilves Tampere                                    | EVU Vantaa                                       | HJK                                              |
| 1985/86   | Ilves Tampere                                    | HJK                                              | Vaasan Sport                                     |
| 1986/87   | Ilves Tampere                                    | EVU Vantaa                                       | Shakers Kerava                                   |
| 1987/88   | Ilves Tampere                                    | EVU Vantaa                                       | HIFK                                             |
| 1988/89   | EVU Vantaa                                       | Ilves Tampere                                    | HIFK                                             |
| 1989/90   | Ilves Tampere                                    | EVU Vantaa                                       | SaiPa Lappeenranta                               |
| 1990/91   | Ilves Tampere                                    | Shakers Kerava                                   | EKS Espoo                                        |
| 1991/92   | Ilves Tampere                                    | Shakers Kerava                                   | EKS Espoo                                        |
| 1992/93   | Ilves Tampere                                    | Shakers Kerava                                   | Kiekko-Espoo                                     |
| 1993/94   | Shakers Kerava                                   | Ilves Tampere                                    | Kiekko-Espoo                                     |
| 1994/95   | Shakers Kerava                                   | Ilves Tampere                                    | KalPa Kuopio                                     |
| 1995/96   | Shakers Kerava                                   | Kärpät Oulu                                      | KalPa Kuopio                                     |
| 1996/97   | JYP Naiset                                       | Shakers Kerava                                   | Kiekko-Espoo                                     |
| 1997/98   | JYP Naiset                                       | Kärpät Oulu                                      | Kiekko-Espoo                                     |
| 1998/99   | Espoo Blues                                      | JYP Naiset                                       | Ilves Tampere                                    |
| 1999/2000 | Espoo Blues                                      | Kärpät Oulu                                      | Ilves Tampere                                    |
| 2000/01   | Espoo Blues                                      | Kärpät Oulu                                      | Ilves Tampere                                    |
| 2001/02   | Espoo Blues                                      | IHK Helsinki                                     | Kärpät Oulu                                      |
| 2002/03   | Espoo Blues                                      | Kärpät Oulu                                      | Ilves Tampere                                    |
| 2003/04   | Espoo Blues                                      | Ilves Tampere                                    | Kärpät Oulu                                      |
| 2004/05   | Espoo Blues                                      | Ilves Tampere                                    | Kärpät Oulu                                      |
| 2005/06   | Ilves Tampere                                    | Kärpät Oulu                                      | Espoo Blues                                      |
| 2006/07   | Espoo Blues                                      | Kärpät Oulu                                      | IHK Helsinki                                     |
| 2007/08   | Espoo Blues                                      | Ilves Tampere                                    | Kärpät Oulu                                      |
| 2008/09   | Espoo Blues                                      | Ilves Tampere                                    | HPK Hämeenlinna                                  |
| 2009/10   | Ilves Tampere                                    | Espoo Blues                                      | HPK Hämeenlinna                                  |
| 2010/11   | HPK Hämeenlinna                                  | Ilves Tampere                                    | Kärpät Oulu                                      |
| 2011/12   | Kärpät Oulu                                      | Ilves Tampere                                    | HPK Hämeenlinna                                  |
| 2012/13   | Espoo Blues                                      | JYP Naiset                                       | Kärpät Oulu                                      |
| 2013/14   | Espoo Blues                                      | JYP Naiset                                       | HPK Hämeenlinna                                  |
| 2014/15   | Espoo Blues                                      | JYP Naiset                                       | Ilves Tampere                                    |
| 2015/16   | JYP Naiset                                       | HPK Hämeenlinna                                  | Espoo Blues                                      |
| 2016/17   | Kärpät Oulu                                      | Espoo United                                     | KalPa Kuopio                                     |
| 2017/18   | Kärpät Oulu                                      | Ilves Tampere                                    | Team Kuortane                                    |
| 2018/19   | Espoo Blues                                      | Ilves Tampere                                    | Oulun Kärpät                                     |
| 2019/20   | Play-offs abgesagt, keine Meisterschaft vergeben | Play-offs abgesagt, keine Meisterschaft vergeben | Play-offs abgesagt, keine Meisterschaft vergeben |
| 2020/21   | Kiekko-Espoo                                     | KalPa Kuopio                                     | HIFK                                             |
| 2021/22   | Kiekko-Espoo                                     | HIFK                                             | Kärpät Oulu                                      |
| 2022/23   | HIFK                                             | Kiekko-Espoo                                     | KalPa Kuopio                                     |
| 2023/24   | HIFK                                             | Kiekko-Espoo                                     | KalPa Kuopio                                     |

## Medaillenspiegel
| Platz | Verein                                          |    |    |   |
| ----- | ----------------------------------------------- | -- | -- | - |
| 1.    | EKS Espoo / Kiekko-Espoo / Blues / Espoo United | 16 | 4  | 8 |
| 2.    | Tampereen Ilves                                 | 10 | 12 | 6 |
| 3.    | Oulun Kärpät                                    | 3  | 7  | 8 |
| 4.    | Shakers Kerava                                  | 3  | 4  | 1 |
| 5.    | JYP / Hockey Cats                               | 3  | 4  | 0 |
| 6.    | HIFK                                            | 2  | 1  | 3 |
| 7.    | HJK                                             | 2  | 1  | 1 |
| 8.    | EVU Vantaa                                      | 1  | 5  | 1 |
| 9.    | HPK Naiset                                      | 1  | 1  | 4 |
| 10.   | KalPa Kuopio                                    | 0  | 1  | 4 |
| 11.   | IHK Helsinki                                    | 0  | 1  | 1 |
| 12.   | Vaasan Sport                                    | 0  | 0  | 1 |
| 12.   | SaiPa Lappeenranta                              | 0  | 0  | 1 |
| 12.   | Team Kuortane                                   | 0  | 0  | 1 |

## Auszeichnungen
Folgende Auszeichnungen werden jährlich vergeben:
- Spieler des Jahres: Riikka Nieminen -palkinto
- Bester Torhüter: Tuula Puputti -palkinto
- Bester Verteidiger: Päivi Halonen -palkinto
- Bester Angreifer: Katja Riipi -palkinto
- Topscorer: Marianne Ihalainen -palkinto
- Top-Torschütze (Maalitykki): Tiia Reima -palkinto
- Effektivster Spieler (Tehopelaaja): Sari Fisk -palkinto
- Rookie des Jahres: Noora Räty -palkinto
- Fair Play: Emma Laaksonen -palkinto
- Trainer des Jahres: Hannu Saintula -palkinto
- Playoff-MVP: Karoliina Rantamäki -palkinto
- Bester Schiedsrichter: Anu Hirvonen -palkinto
- Bester Linienrichter: Johanna Suban -palkinto

Zudem werden zwei All-Star-Teams ausgewählt.